# Drengene på kanten
Drengene på kanten er en dansk dokumentar- og reportageserie på ti afsnit fra 2016, der følger unge mænd mellem 18 og 25 år på Lolland gennem fire måneder. Anders Thomsen, der er redaktør på DR, udtaler om serien, at den "giver et sjældent indblik i, hvad der optager nogle af de unge, som ikke følger den lige vej gennem skolen, gymnasiet og de højere læreanstalter i storbyerne".
Serien blev sendt på DR3 med premiere den 3. oktober 2016. Sidste afsnit blev sendt den 7. november 2016. 1. sæson indeholdte seks almindelige afsnit samt et ekstraafsnit med Inger Støjberg.
Anden sæson, der var på fire afsnit, havde premiere den 20. august 2017.